# Gouna alienata
Gouna alienata är en skalbaggsart som beskrevs av Louis Albert Péringuey 1902. Gouna alienata ingår i släktet Gouna och familjen Melolonthidae. Inga underarter finns listade i Catalogue of Life.